# Kupeia toi
Kupeia toi is een zee-egel uit de familie Hemiasteridae.
De wetenschappelijke naam van de soort werd in 1974 gepubliceerd door Donald George McKnight.